# Roger Verplaetse
Roger Verplaetse (* 24. Oktober 1931 in Sijsele; † 6. November 2023 in Eeklo) war ein belgischer Radrennfahrer.

## Sportliche Laufbahn
Verplaetse war im Straßenradsport aktiv. Als Amateur bestritt er mit der Nationalmannschaft die Internationale Friedensfahrt 1954 und wurde dabei 29.
Von 1955 bis 1960 war er Unabhängiger und Berufsfahrer. 1956 gewann er den Nationale Sluitingsprijs, Aalter–Brüssel–Aalter, den Omloop der Vlaamse Gewesten, das Memorial Fred De Bruyne, und eine Etappe in der Ronde van Nederland. 1957 gewann er eine Etappe in der Drielandentrofee, 1958 in der Vuelta a Levante. Sowohl als Amateur als auch als Radprofi gewann er eine Reihe von Kriterien.
Zweiter wurde er 1957 in der nationalen Meisterschaft im Straßenrennen hinter André Vlayen und im Omloop van het Houtland. Die Vuelta a España 1958 beendete er nicht.